# J'en ai marre!
"J'en ai Marre!" (trong tiếng Anh: "I'm Fed Up!") là đĩa đơn thứ năm của Alizée, phát hành vào tháng 2 năm 2003. Trên thế giới, đĩa được phát hành dưới tên "I'm Fed Up!". Ở Nhật Bản, tên của đĩa là "Mon Bain de mousse" ("My Foam Bath") cùng với video clip nhạc và bản remix của ca khúc. Gần đây, ca khúc này nhận được một số ý kiến trái chiều từ YouTube vì có điểm tương đồng với bài hit năm 2008 của Coldplay là "Viva la Vida".

## Danh sách track và định dạng
Đĩa đơn CD Pháp
1. J'en ai marre 4:35
2. J'en ai marre (Instrumental Mix) 5:05

Đĩa đơn CD maxi Pháp
1. J'en ai marre (Single Version) 4:35
2. J'en ai marre (Soft Skin Club Mix) 7:40
3. J'en ai marre (Bubbly Club Remix) 7:50
4. J'en ai marre (My Goldfish is Under me Remix) 3:40

Đĩa vinyl French 12"
Đĩa A:
1. J'en ai marre (Soft Skin Club Mix) 7:40

Đĩa B:
1. J'en ai marre (Bubbly Club Remix) 7:50
2. J'en ai marre (My Goldfish is Under me Remix) 3:40

## Vị trí trên bảng xếp hạng
| Quốc gia          | Đạt được vị trí | Tuần |
| ----------------- | --------------- | ---- |
| Top 100 Pháp      | 4               | 18   |
| Top 100 Áo        | 43              | 9    |
| Top 100 Thụy Điển | 57              | 3    |